# Luperina scotiae
Luperina scotiae är en fjärilsart som beskrevs av Embrik Strand 1921. Luperina scotiae ingår i släktet Luperina och familjen nattflyn. Inga underarter finns listade i Catalogue of Life.